# Dourados AC
Der Dourados Atlético Clube, in der Regel nur kurz Dourados genannt, ist ein Fußballverein aus Dourados im brasilianischen Bundesstaat Mato Grosso do Sul.

## Geschichte
Der Verein wurde am 20. Dezember 2020 gegründet.

## Erfolge
- Staatsmeisterschaft von Mato Grosso do Sul – Segunda Divisão: 2020

## Stadion
Der Verein trägt seine Heimspiele im Estádio Fredis Saldívar, auch unter dem Namen Douradão bekannt, in Dourados aus. Das Stadion hat ein Fassungsvermögen von 30.000 Personen.

## Trainer
Stand: Januar 2024
| Trainer        | Nation    | von             | bis            |
| -------------- | --------- | --------------- | -------------- |
| Chiquinho Lima | Brasilien | 20. Januar 2023 | 19. April 2023 |